# Échallat

Échallat este o comună în departamentul Charente, Franța. În 1 ianuarie 2022 avea o populație de 481 de locuitori.